# Grønfjorden
Grønfjorden est un fjord du Svalbard perpendiculaire à l'Isfjorden, baignant la cité de Barentsburg.

## Géographie
Le fjord est long d'une quinzaine de kilomètres pour une largeur de deux à trois kilomètres. Il est orienté du nord-ouest vers le sud-est. Il est bordé de sommets allant de 300 à 500 m. Le fond du fjord est prolongé par la vallée de Grønfjord (Grønfjorddalen) qui draine la Grønfjorddalselva et ses affluents. Cette vallée est la partie non immergée du fjord. Au sud de Barentsburg, une autre vallée (Grøndalen) rejoint le fjord.
La rive nord-est est anthropisée par des habitations, un port ainsi que de multiples installations désaffectées desservies par des pistes.